# Дідусенко Вероніка Артемівна
Вероніка Артемівна Дідусенко (12 липня 1995, Київ) — українська модель. Переможниця конкурсу «Міс Україна 2018», але була дискваліфікована через порушення правил конкурсу «Міс», а саме приховування інформації про наявність дитини.

## Життєпис
Народилася і виросла в Києві. Навчалась в Українському гуманітарному ліцеї Київського національного університету імені Тараса Шевченка. В 11 класі (2011) виборола третє місце в ІІІ (міському) етапі Всеукраїнської учнівської олімпіади з української мови і літератури. Вищу освіту здобула на механіко-математичному факультеті за спеціальністю «Математика. Дослідник у галузі математики» в КНУ ім. Тараса Шевченка.
Вільно володіє англійською, вивчає французьку та іспанську мови.

## Модельна діяльність
На даний момент Вероніка Дідусенко є моделлю в провідних агентствах Парижа і Мілана, співпрацює з брендами Maison Margela та Escada.
Разом із викладачами свого університету в рамках благодійного проєкту «Маленькі Ейнштейни» підтримує дітей, серед яких сироти та переселенці.

### Участь у Міс Україна
20 вересня 2018 року Дідусенко була оголошена переможницею конкурсу «Міс Україна-2018» з-поміж 25 фіналісток з різних регіонів України, отримавши право представляти Україну на всесвітньому конкурсі «Міс світу 2018» у грудні 2018 року в Китаї.

### Дискваліфікація
24 вересня 2018 року було прийнято рішення про дискваліфікацію Вероніки Дідусенко через наявність у неї 4-річного сина, що заборонено правилами конкурсу. Про це розповіла виконавча директорка оргкомітету конкурсу краси «Міс Україна» Вікторія Кіосе під час прес-конференції:
|  | «У цьому році були незвичні критерії, ми хотіли дівчину, яка буде харизматичною, яка має свій погляд на ситуацію в нашій країні. Ми обрали дійсно дівчину, яка підходила нам за всіма критеріями, яка погодилась на всі умови конкурсу. І, ви знаєте, сталася несподівана історія для нас. Тому що вона порушила правила і надала нам недостовірну інформацію. У зв'язку з порушенням правил її дискваліфіковано. Вона надала недостовірну інформацію про те, що не перебуває у шлюбі та не має дітей». |